# جامع البهرمية
جامع البهرمية أو جامع بهرام باشا هو مسجد جامع يقع بالقرب من باب أنطاكية في حلب.

## نبذة
بني المسجد في عهد الوالي العثماني بهرام باشا بن مصطفى باشا بن عبد المعين وصمم بناؤه على طراز تكايا الدولة العثمانية.
شهد الجامع عدداً من أعمال الصيانة والتعديلات، منذ إعادة بناء المئذنة عام 1699م، وأعيد بناء القبة عام 1860 م.